# خوان أنطونيو هرنانديز بيريز دي لايرا
خوان أنطونيو هرنانديز بيريز دي لايرا (بالإسبانية: Juan Antonio Hernández Pérez de Larrea)‏ هو عالم نبات إسباني، ولد في 30 سبتمبر 1730 في Villar del Salz ‏ في إسبانيا، وتوفي في 21 أبريل 1803.